# صخره‌ماهی زردوسیاه
صخره‌ماهی زردوسیاه (نام علمی: Sebastes chrysomelas) نام یک گونه از سرده صخره‌ماهی است.